# Nucu, Buzău
Nucu este un sat în comuna Bozioru din județul Buzău, Muntenia, România. Se află în zona de munte.

## Obiective turistice
- Complexul de biserici și chilii rupestre[1]